# Ален Емерсон
Ернест Ален Емерсон (енгл. Ernest Allen Emerson, 2. јун 1954 — 15. октобра 2024) био је амерички научник из области рачунарства који је 2007. године, заједно са Едмундом Кларком и Жозефом Сифакисем, добио Тјурингову награду.